# Cristina de Bolsena
|  | Per a altres significats, vegeu «Santa Cristina». |

Cristina  va ser una jove de Bolsena (Laci) del segle iii, venerada com a santa màrtir per l'Església catòlica i l'ortodoxa. En aquesta també és coneguda com a Cristina de Tir o Cristina la Gran Màrtir, per la confusió entre la ciutat libanesa de Tir i la vila de Tyro, al llac de Bolsena, d'on era originària. La seva festivitat és el 24 de juliol.

## Vida i història
La màrtir Cristina va viure durant el segle III. Va néixer en una família rica, i el seu pare era governador de Tir. Als 11 anys, la noia era excepcionalment bella i molts homes li van proposar matrimoni. El pare de Cristina, però, volia que la seva filla es convertís en una sacerdotessa pagana. La va col·locar en una habitació especial on havia instal·lat molts ídols d'or i plata, i va ordenar a la seva filla que cremés encens davant d'ells.
A la seva solitud, Cristina es va preguntar qui havia creat aquest bell món. Des de la seva habitació, estava encantada amb les estrelles del cel i pensava constantment en el Creador del món. Estava convençuda que els ídols sense veu i inanimats de la seva habitació no podien crear res, ja que ells mateixos van ser creats per mans humanes. Ella va començar a pregar al Déu únic amb llàgrimes, suplicant-li que es revelés. La seva ànima va cremar d'amor pel Déu desconegut, i va intensificar encara més la seva pregària, combinant-la amb el dejuni.
Va rebre la visita d'un àngel, que la va instruir sobre la veritable fe en Crist. L'àngel la va anomenar núvia de Crist i li va dir que patiria per la seva fe. Cristina va trencar tots els ídols de la seva habitació i els va llançar per la finestra. Poc després, el pare de la Cristina la va visitar i li va preguntar on havien anat tots els ídols. Cristina no volia parlar, però en convocar els seus servents, el seu pare va aprendre la veritat d'ells.
Enfurismat, el pare de Cristina va començar a colpejar-li la cara. Al principi, va estar en silenci, però després va dir al seu pare sobre la seva fe en l'únic Déu veritable i que havia destruït els ídols amb les seves pròpies mans. El seu pare va donar ordres de matar tots els criats que havien acompanyat la seva filla, i va colpejar ferotgement Cristina i la va tancar a la presó. Després d'haver-se assabentat del que havia passat, la mare de Cristina va venir plorant a la cel·la de la seva filla i la va instar a renunciar a Crist. Tanmateix, Cristina es va mantenir inflexible. L'endemà, el seu pare va portar Cristina a judici i va ordenar que adorés els déus pagans i demanés perdó pels seus pecats. En canvi, va donar una confessió ferma i tenaç de la seva fe en Crist.
El seu pare va ordenar que la Cristina fos lligada a una roda de ferro, sota la qual hi havia un foc. El seu cos, girant sobre la roda, estava cremat per tots els costats. Aleshores la van tornar a tancar a la presó.
Aquella nit va aparèixer un àngel que li va curar les ferides i la va enfortir amb menjar. En veure-la il·lesa, el seu pare va donar ordres d'ofegar-la al mar. Un àngel va sostenir la Cristina mentre la pedra s'enfonsava fins al fons, i ella va sortir miraculosament de l'aigua i va reaparèixer davant el seu pare. El seu pare va subscriure aquest esdeveniment a la bruixeria i va decidir executar-la al matí. Tanmateix, aquella mateixa nit, el seu pare va morir sobtadament.
El governador Dión va ser enviat al seu lloc. Dión va ordenar a Cristina que renunciés a Crist, però en veure la seva fermesa inflexible, la va sotmetre de nou a la tortura. Després va ser llançada de nou a la presó on Dión pensava que finalment moriria. Tanmateix, la gent va començar a aplegar-se amb ella i va convertir unes 300 persones a la fe en Crist.
En lloc de Dión, un nou governador, Julian, va arribar i va reprendre la tortura de Cristina. Julian va ordenar que la tanquessin en un forn amb foc. Al cap de cinc dies es va obrir el forn i Cristina va ser trobada viva i il·lesa. En veure aquest miracle, molts van arribar a creure en Crist Salvador.
Cristina va acabar sent executada amb una espasa.

## Relíquies

### Ermita de Santa Cristina (Lloret de Mar)
L'ermita de Santa Cristina de Lloret de Mar va ser dedicada a santa Cristina de Bolsena. La devoció lloretenca a la santa va fer que els lloretencs n'adquirissin, al llarg dels segles, tres de les relíquies més importants: el crani, una costella i un fèmur. La costella i el fèmur estaven a Lloret des del 1591 i 1708, respectivament, i van desaparèixer durant la guerra civil de 1936. El crani es va adquirir el 1783 i encara es conserva en un relicari situat en el cambril de l'ermita. A la nau i a la sagristia de l'ermita es conserva una col·lecció d'exvots, constituïda per vaixells en miniatura oferts a la santa pels mariners.

### Santa Cristina d'Osma
A la parròquia de Santa Cristina d'El Burgo de Osma és mostra un cos atribuït a Santa Cristina de Bolsena, patrona de la ciutat i coneguda com a Cristina d'Osma. Tot i que la devoció a la santa és antiga a la ciutat, la relíquia va arribar-hi en 1789. La cèdula que acompanyava les relíquies, datada a Roma en 1788, certifica que era el cos d'una jove màrtir trobat a les catacumbes de Cal·lixt. Malgrat això, des que va arribar, es prengué erròniament com la relíquia de la santa toscana.

## Iconografia
Se la representa com una donzella vestida amb túnica i mantell. Els atributs que l'acompanyen són bastant variables i en general estan relacionats amb els diversos episodis del seu martiri. Així doncs, se la pot veure amb una sageta clavada o bé amb una roda de molí lligada al coll, entre d'altres.
Al retaule de Santa Cistina de Corçà conservat al Museu d'Art de Girona apareix luxosament vestida i coronada (per donar a entendre el seu llinatge noble), portant la palma dels màrtirs i un llibre obert. Se la veu asseguda en un tron decorat amb figures de profetes, probablement fent referència al seu rebuig de la idolatria.
Altres obresː
- Vincenzo Catenaː Retaule de Santa Cristina (1520, Santa Maria Mater Domini, Venècia)
- Retaule major de l'església parroquial de Santa Cristina d'Aro (estructura de finals del segle xvi i pintures de començaments del segle xvii)[2]